# إيلينا روسو
إيلينا روسو (بالإيطالية: Elena Russo)‏ هي ممثلة إيطالية، ولدت في 13 فبراير 1972 في إيطاليا.

## وصلات خارجية
- إيلينا روسو على موقع IMDb (الإنجليزية)
- إيلينا روسو على موقع قاعدة بيانات الفيلم (الإنجليزية)